# جاده ئی۵۷۶ اروپا
جاده ئی۵۷۶ اروپا (به انگلیسی: European route E576) یکی از جاده‌های درجه ۲ قاره اروپا است.
این جاده که در کشور رومانی قرار دارد از شهر کلوژ-نپوکا شروع شده و در شهر سوچاوا به پایان می‌رسد.